# František Komárek, první továrna královéhradeckého zelí kyselého ve Svobodných Dvorech u Hradce Králové
František Komárek, první továrna královéhradeckého zelí kyselého byla potravinářskou firmou, která od konce 19. století ve Svobodných Dvorech zpracovávala zelí a obchodovala s výrobky z něho.

## Historie
Tradiční výroba kysaného zelí se ve Svobodných Dvorech prováděla již od konce 19. století, kdy patřila firmě František Komárek, první královéhradecká továrna na kysané zelí, přičemž roku 1901 byla postavena nová budova (čp. 125), na níž se skvěl nápis: „TOVÁRNA NA KYSELÉ ZELÍ FR. KOMÁREK“. Stará zelárna se nacházela v zadním objektu, který býval označen nápisem: "Kyselé zelí fmy Komárek jest chvalně známé". Kromě výroby kysaného zelí měla firma vlastní bednářské dílny, takže zde probíhala i vlastní výroba a oprava sudů. Po zakladateli firmy Františku Komárkovi se ujal společnosti Josef Komárek, který zemřel 11. října 1921. Rodinné hospodářství i společnost převzal Jar. Komárek. Roku 1928 je zmíněn jako spoluvlastník firmy Ladislav Komárek. To se projevilo zejm. tím, že nastaly nové investice do výroby a větší prostor byl věnován reklamě. Většina produkce však byla nadále závislá na ruční výrobě.
V roce 1950 došlo k jejímu znárodnění a podnik převzal n. p. Východočeská Fruta, závod Bolehošť, podnikové ředitelství Nové Město nad Metují. O 5 let později došlo k reorganizaci podniku. Byly provedeny stavební rekonstrukce, zavedeno ústřední topení a vodovod. Byla vybudována bednárna na opravu transportních škopků, kterých bylo tehdy na skladě na 30 000 ks, z bývalých stájí a stodol vznikly umývárny obalů a sklady. Ročně zde bylo zpracováváno 1 800 - 2 000 tun zelí, jež bylo dodáváno zejm. z JZD ve Svobodných Dvorech a Plotištích nad Labem.
V roce 1968 byla provedena zkouška malého balení do jednotlivých jednokilogramových sáčků, jež byly určeny přímo pro spotřebitele. Průzkumem bylo zjištěno, že tato inovace znamená zvýšení výroby, proto byly zakoupeny sáčkovací stroje a od roku 1972 byla zelárna ve Svobodných Dvorech první v ČSSR ve výrobě sáčkovaného zelí, neboť ročně se zde vyrobilo přes 1 milion sáčků kysaného zelí.
V 80. letech se z podniku stal koncernový podnik, ale tato změna se na provozovně nijak neprojevila. Jen se začal místo provozovny používat pojem dílna - Východočeské konzervárny a lihovary, koncernový podnik, dílna Svobodné Dvory. Nadále se zde zpracovávalo až 2 000 tun hlávkového zelí a vyrábělo 1 320 tun kysaného zelí. Také počet zaměstnanců se nijak nelišil, protože dosahoval 14, v sezóně až 64. Postupem času však produkce klesala, ať již díky neúrodě a dovozu ze vzdálenějších míst či nedostatku pracovních sil, což bylo vyřešeno zvyšující se mechanizací provozu. Při kampani v roce 1985 tak bylo zpracováno 964 tun hlávkového zelí, což bylo o 385 tun méně než v předchozím roce. Roku 1988 to bylo jen 915 tun hlávkového zelí a 602 580 ks sáčků po 1 kg. Následujícího roku se zpracovalo již jen 880 tun hlávkového zelí. Nedostatek suroviny byl řešen i dovozem ze zahraničí, zejm. z Polska.
Od 1. července 1988 byla zelárna vedena pod závodem 03 Smiřice nad Labem a k 1. červenci 1990 měla přejít pod JZD Předměřice nad Labem. Od začátku roku 1990 bylo vedeno jednání s Konzervárnami a lihovary v Novém Městě nad Metují o jejím prodeji. Rozhovory byly vedeny převážně na úrovni podnikového ředitelství a po složitých jednáních byl docílen kompromis, díky němuž se zelárna skutečně dostala pod ZD Předměřice nad Labem, přičemž docílený zisk za rok 1990 dosáhl 1 300 000 Kčs. 20. února 1993 však ZD skončilo svoji činnost, čímž zanikla i zelárna.